# Liste der Kulturdenkmäler in Staudernheim
In der Liste der Kulturdenkmäler in Staudernheim sind alle Kulturdenkmäler der rheinland-pfälzischen Ortsgemeinde Staudernheim aufgeführt. Grundlage ist die Denkmalliste des Landes Rheinland-Pfalz (Stand: 2. August 2023).

## Denkmalzonen
| Bezeichnung                    | Lage                                        | Baujahr | Beschreibung                               | Bild                           |
| ------------------------------ | ------------------------------------------- | ------- | ------------------------------------------ | ------------------------------ |
| Denkmalzone Jüdischer Friedhof | südlich des Ortes; Distrikt Im Bistich Lage | 1853    | Areal mit 54 Grabsteinen von 1853 bis 1968 | weitere Bilder Fotos hochladen |

## Einzeldenkmäler
| Bezeichnung                                | Lage                                          | Baujahr                            | Beschreibung | Bild                           |
| ------------------------------------------ | --------------------------------------------- | ---------------------------------- | --- | ------------------------------ |
| Synagoge                                   | Am Wolfsgang 3 Lage                           | 1896                               | ehemalige Synagoge; spätgründerzeitlicher Sandsteinquaderbau, bezeichnet 1896                                                             | Fotos hochladen                |
| Villa                                      | Bergstraße 19 Lage                            | um 1910                            | teilverschieferter spätklassizistischer Walmdachbau, um 1910                                                                              | BW                             |
| Wohnhaus                                   | Hauptstraße 9 Lage                            | um 1600                            | Bruchsteinbau, im Kern um 1600, im 18. oder 19. Jahrhundert überformt                                                                     | BW                             |
| Torbogen                                   | Hauptstraße, an Nr. 19 Lage                   | um 1748                            | barocker Torbogen, um 1748 | BW                             |
| Architekturteile                           | Hauptstraße, an Nr. 24 Lage                   | 1764                               | Türsturz mit Engelskopf, bezeichnet 1764; spätbarocker Fenstersturz                                                                       | BW                             |
| Wohnhaus                                   | Hauptstraße 32 Lage                           | 17. oder 18. Jahrhundert           | barockes Doppelwohnhaus, Fachwerk, verputzt und verkleidet, 17. oder 18. Jahrhundert                                                      | BW                             |
| Hofanlage                                  | Hauptstraße, hinter Nr. 42 Lage               | 1817                               | Einfirstanlage, Fachwerk, verputzt, bezeichnet 1817                                                                                       | BW                             |
| Wohnhaus                                   | Hauptstraße 44 Lage                           | erste Hälfte des 19. Jahrhunderts  | klassizistischer Mansarddachbau, erste Hälfte des 19. Jahrhunderts; rückwärtig barockes Fachwerkhaus, teilweise massiv, um 1700           | BW                             |
| Wohnhaus                                   | Im Winkel 26 Lage                             | 18. Jahrhundert                    | barockes Fachwerkhaus, teilweise massiv oder verkleidet, 18. Jahrhundert                                                                  | BW                             |
| Evangelische Pfarrkirche                   | Kirchgasse Lage                               | 1870                               | neugotischer Sandsteinquaderbau, 1870 | weitere Bilder Fotos hochladen |
| Wohnhaus                                   | Kirchgasse 5 Lage                             | 1776                               | spätbarocker Krüppelwalmdachbau, teilweise Fachwerk, bezeichnet 1776                                                                      | BW                             |
| Rathaus                                    | Mainzer Straße 16/18 Lage                     | um 1900                            | neugotischer Walmdachbau, um 1900 | BW                             |
| Architekturteile                           | Schulstraße, an Nr. 2 Lage                    | 16. Jahrhundert                    | ehemaliger Torbogenschlussstein mit Wappenschild, bezeichnet 1575; Stichbogenpforte, 16. Jahrhundert, nachträglich bezeichnet 1712        | BW                             |
| Spolie                                     | Schulstraße, an Nr. 8 Lage                    | 18. Jahrhundert                    | barocker Türsturz mit Engelsrelief, 18. Jahrhundert                                                                                       | BW                             |
| Wohnhaus                                   | Schulstraße 10 Lage                           | 1772                               | ehemaliges katholisches Küsterhaus; spätbarockes Fachwerkhaus, verputzt und verschiefert, bezeichnet 1772                                 | BW                             |
| Katholisches Pfarrhaus                     | Schulstraße 12 Lage                           | 1768–70                            | spätbarocker Mansardwalmdachbau, 1768–70, Architekt Johann Thomas Petri; Bruchstein-Wirtschaftsgebäude, Gartenhaus                        | Fotos hochladen                |
| Katholische Pfarrkirche St. Johann Baptist | Schulstraße 15 Lage                           | 1768–70                            | spätbarocker Saalbau, 1768–70, Architekt Johann Thomas Petri                                                                              | weitere Bilder Fotos hochladen |
| Altäre                                     | Schulstraße, bei Nr. 15 auf dem Kirchhof Lage | 18. und 19. Jahrhundert            | zwei gründerzeitliche Außenaltäre; barockes Grabkreuz, 18. Jahrhundert                                                                    | Fotos hochladen                |
| Brücke                                     | Sobernheimer Straße Lage                      | 1846–50                            | Brücke über die Nahe, fünfbogige Sandsteinquaderbrücke, 1846–50, nach Kriegszerstörung 1945 erneuert                                      | Fotos hochladen                |
| Hofanlage                                  | Sobernheimer Straße 22 Lage                   | zweite Hälfte des 19. Jahrhunderts | Dreiseithof, zweite Hälfte des 19. Jahrhunderts; spätklassizistischer Sandsteinbau                                                        | Fotos hochladen                |
| Fabrikanlage                               | östlich des Ortes an der Nahe Lage            |                                    | ehemalige Gerberei Grimm, jetzt Fa. Winters; Anlage mit dreieinhalbgeschossigem Gerbereigebäude, Schornstein, Verwalterbau und Trafo-Turm | Fotos hochladen                |
| Klostermühle                               | östlich des Ortes an der Nahe Lage            | zweite Hälfte des 19. Jahrhunderts | stattliche Hofanlage, zweite Hälfte des 19. Jahrhunderts                                                                                  | Fotos hochladen                |